# Gottlieb Schröffl
Gottlieb Schröffl von Mannsperg (* 1. Mai 1610 in Steyr; † 14. September 1680 ebenda) war Bürgermeister von Steyr und Eisenobmann von Österreich.

## Leben und Wirken
Gottlieb Schröffl war Mitte des 17. Jahrhunderts der einflussreichste Mann beim Innerberger Eisenwesen und in Steyr. Diese hervorragende Stellung verdankte er nicht nur seinen persönlichen Fähigkeiten, sondern auch den verwandtschaftlichen Beziehungen zu jenen Familien, die nach der Gegenreformation in Steyr empor kamen: seine Mutter war die Schwester des langjährigen Obervorgehers bei der Hauptgewerkschaft und Bürgermeisters von Steyr, Cosman Mann v. Mannsperg, sein Schwager war Maximilian v. Luckner, Bürgermeister und Handelsherr zu Steyr, dessen Schwester mit Georg v. Mittermayer, den bedeutendsten Großhändler jener Zeit, verheiratet war.
Gottlieb Schröffl wurde 1643, drei Jahre nach seinem Onkel Cosman Mann, Obervorgeher der Innerberger Hauptgewerkschaft aus dem Verlagsglied Steyr, eine Stellung, die er bis 1660 bekleidete. Gleichzeitig war Gottlieb Schröffl 1651–1659 auch Bürgermeister von Steyr. 1646 erhielt er den rittermäßigen erbländischen Adel, 1655 das Prädikat v. Mannsperg. Schröfl wurde 1660 zum Eisenobmann in Steyr für Österreich ob der Enns und unter der Enns ernannt, wodurch ihm die Eisenindustrie dieser Länder unterstellt war. Dieses Amt versah er bis zu seinem Tod. 
Die Wirksamkeit Schröffls fällt in die Zeit des tiefsten Niederganges der Innerberger Hauptgewerkschaft. Äußere Umstände, aber auch das Verhalten Schröffls, der den Stahlverschleiß ins Reich in die Hände seiner Verwandtschaft spielte, entzogen der Gewerkschaft ihre Einkünfte und ließ die Gewerken verarmen, während die Großhändler glänzende Geschäfte machten.
Gottlieb Schröffl war viermal vermählt, 21 Kinder stammten aus den letzten drei Ehen.